# Wayne Allwine
Wayne Anthony Allwine, född 7 februari 1947, död 18 maj 2009, var en amerikansk röstskådespelare, ljudeffektredaktör och foley artist för The Walt Disney Company. Han minns bäst som rösten till Musse Pigg i 32 år, knappt den längsta hittills. Allwine var gift med röstskådespelerskan Russi Taylor, som gjorde röst åt Mimmi Pigg från 1986 till sin död 2019.